# Борсуча балка
Борсуча балка — один з об'єктів природно-заповідного фонду Луганської області, ландшафтний заказник місцевого значення.

## Розташування
Розташований в Попаснянському районі Луганської області, на території Троїцької сільської ради.

## Історія
Ландшафтний заказник місцевого значення «Борсуча балка» оголошений рішенням Луганської обласної ради народних депутатів № 17/35 від 28 лютого 2013 року.  Наукове обгрунутвання створення заказника пыдготовлено експертами Ukrainian Nature Conservation Group.
Під час російської збройної агресії проти України (2014–2015) заказник постраждав від пожеж, спричинених бойовими діями.

## Мета
Мета створення заказника — збереження типових для Луганщини природних ландшафтів, охорона рослинного та тваринного світу, підтримка загального екологічного балансу в регіоні.

## Загальна характеристика
Ландшафтний заказник місцевого значення «Борсуча балка» загальною площею 134,6715 га розташувався на степовому схилі балки, порослому великою кількістю невеликих байрачних лісів, завдяки чому заказник має різноманітні природні умови.